# Cluses
Cluses är en kommun i departementet Haute-Savoie i regionen Auvergne-Rhône-Alpes i sydöstra Frankrike. Kommunen ligger i kantonen Cluses som tillhör arrondissementet Bonneville. År 2022 hade Cluses 17 366 invånare.

## Befolkningsutveckling
Antalet invånare i kommunen Cluses
| Referens: INSEE |